# Répétition espacée

Dans le système Leitner, les cartes auxquelles il est répondu correctement sont avancées à la boîte suivante et seront révisées moins fréquemment. A contrario, les cartes n'obtenant pas une bonne réponse reviennent à la première boîte et seront donc sujettes à un examen plus fréquent.

La répétition espacée est une technique d'apprentissage qui consiste à se faire interroger (ou s'auto-interroger) d'autant moins souvent qu'on maîtrise la question.

## Principe
Cette méthode part d'un constat apparemment évident : la mémoire humaine n'est pas parfaitement fiable et l'on oublie souvent ce que l'on a appris. Cependant, l'oubli est rarement total, et si l'on apprend à nouveau ce que l'on a déjà appris, on oublie moins vite. Si l'on s'arrange pour réviser une notion à chaque fois que l'on est sur le point de l'oublier, on s'aperçoit que l'on a de moins en moins souvent besoin de réviser la notion. En travaillant ainsi, on gagne du temps par rapport à l'hypothèse de répétitions non espacées tout en restant efficace. Il est bien entendu difficile de prévoir le moment où l'on oubliera la notion, mais le principe (espacer les répétitions à chaque fois que l'on teste le souvenir et que celui-ci est intact) peut être appliqué facilement. Il existe de nombreux logiciels d'apprentissage basés sur la répétition espacée, ainsi qu'un outil d'apprentissage utilisant des boîtes et des cartes mémoire.

## Logiciels de répétition

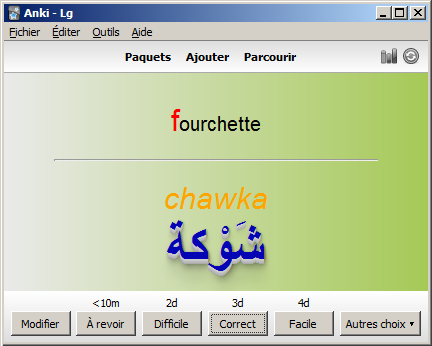
Anki utilisé dans l'apprentissage de l'arabe littéraire

Les logiciels de répétition espacée sont modelés d'après le style d'apprentissage des cartes mémoire. Les éléments à mémoriser sont entrés dans le programme sous forme de questions / réponses. Lorsqu'une entrée doit être révisée, la question s'affiche à l'écran, et l'utilisateur doit tenter d'y répondre. Après y avoir répondu, l'utilisateur révèle manuellement la réponse et évalue via un système de notation la qualité de sa réponse. De tels programmes sont basés sur des algorithmes de répétition espacée. Sans programme, l'utilisateur doit lui-même déterminer la date de la prochaine révision de la carte. Étant donné que c'est une tâche fastidieuse, une telle pratique limite le plus souvent les utilisateurs à des algorithmes simples comme le système Leitner.
Voici quelques améliorations apportées par les logiciels :
- La question et la réponse peuvent être associées à un fichier audio pour faciliter l'apprentissage et la reconnaissance auditive des termes utilisés. Ce fichier peut être généré à la volée via un service de synthèse vocale en local ou distant via un service web ;
- Statistiques diverses tels que le taux moyen de rétention ;
- Génération de cartes basées sur des textes à trous ou d'images aux annotations masquées pour l'étude de l'anatomie par exemple ;
- Organisation des paquets sous forme d'arbre de connaissance hiérarchisée, par catégorie ou marqueur sémantique ;
- Possibilités de combiner la répétition espacée avec des fonctions de partage communautaire tels que la mise à disposition auprès autres utilisateurs des cartes produites ;
- Génération automatique de jeux de cartes sur base d'un modèle. Par exemple pour le vocabulaire étranger tel que le chinois ou l'arabe, il est possible sur base d'un jeu d'entrée de quatre données (mot d'origine, l'audio associé, sa prononciation et sa traduction française) de générer de multiples cartes :

|         | Recto | Verso                                                  |
| ------- | --- | ------------------------------------------------------ |
| Carte 1 | Lis le mot Y (affichée dans la langue d'origine) | Prononciation en écriture latine avec l'audio associée |
| Carte 2 | Mot en langue française | Mot dans la langue cible avec audio associé            |
| Carte 3 | Le son associé au terme est joué. L'utilisateur peut écrire optionnellement le mot correspondant dans un champ de saisie ou sur un tableau blanc pour travailler la mémoire procédurale | Le terme dans la langue cible s'affiche                |

### Quelques logiciels de répétition
- Qlango
- Anki
- MosaLingua
- Duolingo
- Gymglish
- Memomise
- Memorizer
- Mnemosyne
- SuperMemo
- Lingvist
- Wooflash
- Polytongue Academy
- Yomikata Z